# Rogas nigristigma
Rogas nigristigma är en stekelart som beskrevs av Chen och He 1997. Rogas nigristigma ingår i släktet Rogas och familjen bracksteklar. Inga underarter finns listade i Catalogue of Life.